# Acutotyphlops subocularis
Acutotyphlops subocularis är en ormart som beskrevs av Waite 1897. Acutotyphlops subocularis ingår i släktet Acutotyphlops och familjen maskormar. Inga underarter finns listade i Catalogue of Life.
Arten förekommer på olika öar som ingår i Bismarckarkipelagen. Den vistas i låglandet och i bergstrakter upp till 1065 meter över havet. Honor lägger ägg.